# Lankum
Lankum es un grupo música folk irlandesa contemporánea, formado en Dublín en 2002 por los hermanos Ian y Daragh Lynch.

## Historia
Al dejar la escuela a la edad de 19 años, Ian Lynch se mudó a Londres, donde pasó un año tocando en la calle y viviendo en casas ocupadas. Al regresar a Irlanda, comenzó a escribir canciones punk de temática antisistema junto su hermano Darragh Lynch, que había comenzado a aprender a tocar la guitarra. El dúo comenzó a actuar y grabar bajo el nombre de Lynched, publicando su álbum debut, Where Did We Go Wrong?, en 2003 a través del sello independiente Psalm O'The Vine. El disco tuvo buena acogida, lo que les permitió realizar algunas actuaciones en festivales europeos antes de embarcarse en una gira de tres meses por México y Estados Unidos.
De vuelta a Irlanda, el dúo se interesó por las sesiones de música tradicional irlandesa que se celebraban en los pubs de Dublín. En una de estas, conocieron a la cantante Radie Peat y al violinista Cormac MacDiarmada. Los cuatro miembros principales de la banda se unieron a través del desempleo mutuo y las conexiones establecidas al tocar en las sesiones. En 2014, los cuatro integrantes de la banda, todavía bajo el nombre de Lynched, publicaron el álbum Cold Old Fire. El álbum comenzó como una grabación del dúo original de los hermanos Lynch, con Cormac MacDiarmada y Radie Peat uniéndose oficialmente a la banda durante las sesiones. En octubre de 2016 anunciaron en un comunicado que cambiarían su nombre a Lankum. El nombre proviene de la balada folklórica "False Lankum", del cantante folk irlandés John Reilly.
En 2017, la banda firmó con el sello discográfico Rough Trade Records y grabaron en cinta analógica el álbum Between the Earth and Sky, bajo la dirección de la productora e ingeniera Julie McLarnon, antes de grabar la pista final "the Granite Gaze" y mezclar el álbum con el productor John "Spud" Murphy en los Guerrilla Studios de Dublín. Fue lanzado el 27 de octubre de 2017 y posteriormente nominado a los premios BBC Radio 2 Folk Awards. La revista musical Mojo lo nombró álbum folk del año.
En 2019, la banda grabó The Livelong Day con el productor e ingeniero John "Spud" Murphy. Se lanzó el 25 de octubre de 2019 y ganó el RTÉ Choice Prize 2019. El vídeo del tema "The Young People", dirigido por el cineasta Bob Gallagher, ganó el premio al mejor vídeo musical irlandés en el Festival de Cine Irlandés de Londres.
A finales de 2019 se anunció la participación de la banda en el XXX Festival Internacional de Arte Sacro de la Comunidad de Madrid, teniendo prevista su actuación el 21 de marzo de 2020 en la sala de Pinturas Negras de Goya en el Museo del Prado. Sin embargo el recital hubo de ser cancelado debido a las medidas impuestas para hacer frente a la Pandemia de COVID-19.
El quinto álbum de estudio de la banda, False Lankum, publicado en 2023, fue lanzado con gran éxito de crítica y aumentó significativamente la exposición de la banda. Fue nominado al Premio Mercury y ocupó un lugar destacado en varias listas de éxitos de fin de año. En mayo de 2024, False Lankum fue nominado al premio Ivor Novello al Mejor Álbum.

## Discografía
- 2003 - Where Did We Go Wrong?! (como Lynched)
- 2014 - Cold Old Fire (como Lynched)
- 2017 - Between the Earth and Sky
- 2019 - The Livelong Day
- 2023 - False Lankum
- 2024 - Live in Dublin